# Província de Sar-e Pol
La província de Sar-i Pul o Sar-e Pol, també Sari Pul (persa: سر پل) és una divisió administrativa de l'Afganistan al nord del país, amb capital a Sar-e Pol o Sar-i Pul. La llengua majoritària és el dari persa i la majoria de la població és uzbek, paixtu i hazara amb minories àrabs i tadjiks. La superfície és de 16.360 km² i la població de 442.661 habitants.

## Districtes
| Districte  | Capital | Població | Àrea | Notes                                           |
| ---------- | ------- | -------- | ---- | ----------------------------------------------- |
| Balkhab    |         |          |      |                                                 |
| Gosfandi   |         |          |      | Creat el 2006 segregada del districte de Sayyad |
| Kohistanat |         |          |      |                                                 |
| Sangsharak |         |          |      |                                                 |
| Sar-e Pol  |         |          |      |                                                 |
| Sayyad     |         |          |      | Sub-dividit el 2006                             |
| Sozma Qala |         |          |      |                                                 |